# ناحیه فدرال (برزیل)
ناحیه فدرال (برزیل) (به Portuguese: Federal District (Brazil)) یک منطقهٔ مسکونی در Brazil است که در Brazil واقع شده‌است.

## خصوصیات
ناحیه فدرال ۵٬۸۰۲ کیلومترمربع مساحت و ۲٬۶۴۸٬۵۳۲ نفر جمعیت دارد و توسط استان گوییاس احاطه شده است.